# جيم جورج شترايت
جيم جورج شترايت (بالإنجليزية: C. W. Streit)‏ (و. 1884 – 1971 م) هو لاعب كرة السلة، ومدرب رياضي، وحكم، ومنافس ألعاب القوى، ولاعب كرة قدم أمريكية من الولايات المتحدة الأمريكية .